# Littlehampton
Littlehampton ist eine Stadt in West Sussex in Südostengland mit etwa 27.800 Einwohnern (Stand: 2011) und einer Fläche von 11,35 km². Der Badeort liegt am Ende der South Downs an der Mündung des Aruns in den Ärmelkanal. Die Stadt verfügt über einen Yachthafen. Littlehampton unterhält eine Dreieckspartnerschaft mit den Orten Chennevières-sur-Marne in Frankreich (1982) und Durmersheim in Deutschland (1988).

## Sehenswürdigkeiten
- Harbour Park

## Persönlichkeiten
- Gertrude Eisenmann (1875–1933), deutsch-britische Radsportlerin, Motorsportlerin und Reiterin